# Hexafluoroetà
L'hexafluoroetà és un perfluorocarboni de fórmula {\displaystyle {\ce {C2F6}}}. A temperatura ambient és un gas incolor i sense olor, que té més densitat que l'aire. No és inflamable i quasi no es pot dissoldre dins aigua. També és un gas d'efecte hivernacle molt potent i de llarga durada.

## Propietats

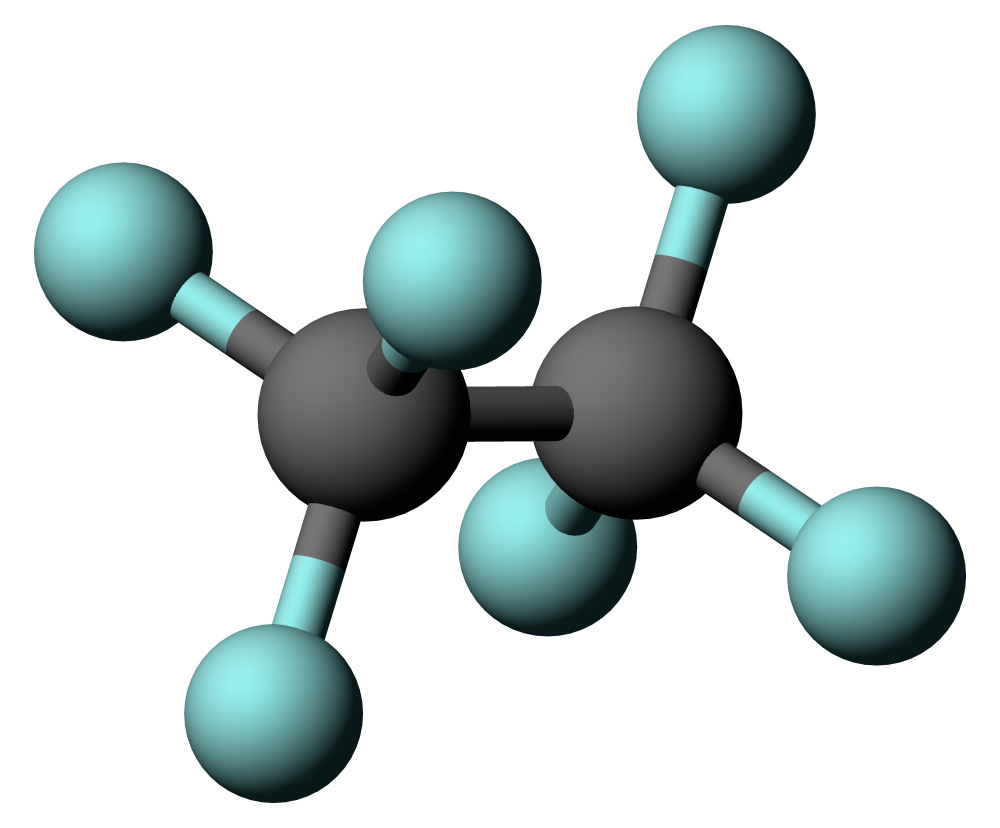
Model molecular de l'hexafluoroetà.

Aquest compost orgànic gasós incolor i sense olor, té una massa molecular (138,01 g/mol). El seu punt d'ebullició és de -78,1 °C i el seu punt de fusió és de -100,015 °C. L'hexafluoroetà és poc soluble dins l'aigua amb una solubilitat de 7,78 mg/L a una temperatura de 25 °C, la solubilitat augmenta lleugerament en l'alcohol. L'hexafluoroetà dins la seva fase sòlida té 2 poliformes. Per davall dels -170 °C té una estructura desordenada, i quan hi està sota el punt de transició, té una estructura cúbica cristal·lina en el seu interior. El seu punt crític està a 19,89 °C i 30,30 bars. La densitat canvia segons la temperatura.
Aquest gas es descompon quan arriba a la temperatura de 800 °C, el que fa que el gas sigui tèrmicament estable.

## Usos
El principal ús de l'hexafluoroetà és com a gravador en la fabricació de materials semiconductors, per eliminar químicament les capes d'una oblia en el procés de fabricació. També s'utilitza en el gravat selectiu de silicurs i òxids metàl·lics davant substrats metàl·lics i també para el gravat de diòxid de silici sobre silici. Altres usos que té l'hexafluoroetà són com a refrigerant o propulsor d'aerosol.

## Efectes mediambientals
L'hexafluoroetà actua com a un potent gas d'efecte hivernacle, el seu potencial d'escalfament global (PEG) és de 9 200. Aquest gas pot tenir una vida en l'atmosfera d'uns 10 000 anys, amb un potencial d'esgotament d'ozó (ODP) de zero. Els principals productors d'aquest gas són les indústries de l'alumini i les indústries productores de materials semiconductors.

## Toxicitat
No presenta una gran toxicitat, però gràcies a la seva densitat, si s'acumula molt en un espai pot causar asfíxia.